# NGC 2273A
NGC 2273A (другие обозначения — UGC 3504, MCG 10-10-9, ZWG 285.3, IRAS06356+6007, PGC 19397) — спиральная галактика (Sc) в созвездии Рысь.
Этот объект не входит в число перечисленных в оригинальной редакции «Нового общего каталога» и был добавлен позднее.